# Auskultation

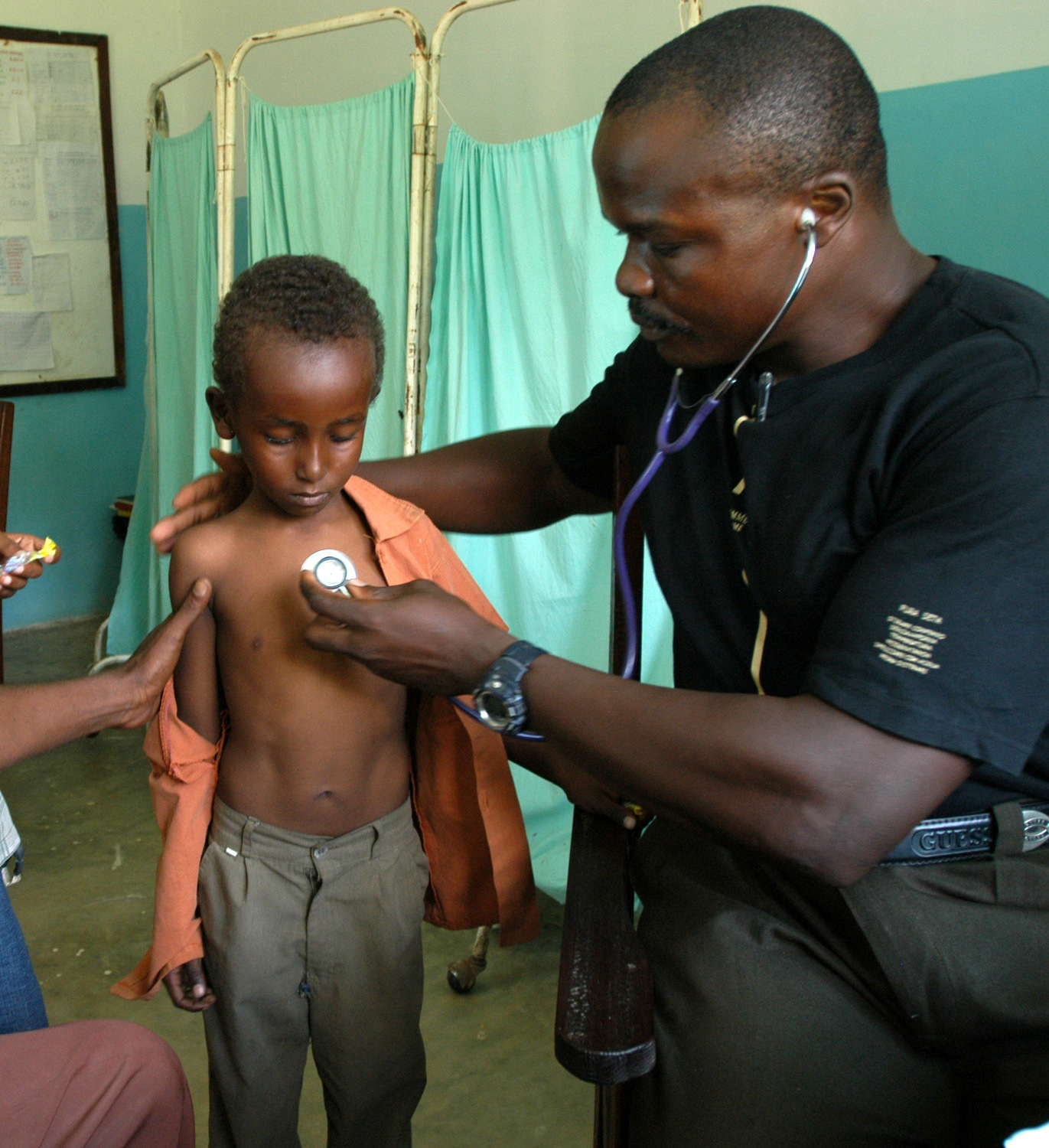
Auskultation eines Kindes in Kenia

Unter Auskultation (von lateinisch auscultare „(eifrig) zuhören, aufmerksam zuhören, abhorchen“) oder Abhorchen versteht man in der Medizin das Abhören des Körpers, typischerweise mit dem Stethoskop (oder Hörrohr). Die von Laennec 1819 zuerst in Paris allgemein eingeführte Auskultation ist Bestandteil der körperlichen Untersuchung. Das zugehörige Verb heißt auskultieren, als Fremdwort aus dem Lateinischen wird es nicht aufgetrennt (Beispiel: „sie auskultierte“, nicht „sie kultierte aus“).

## Ausführung

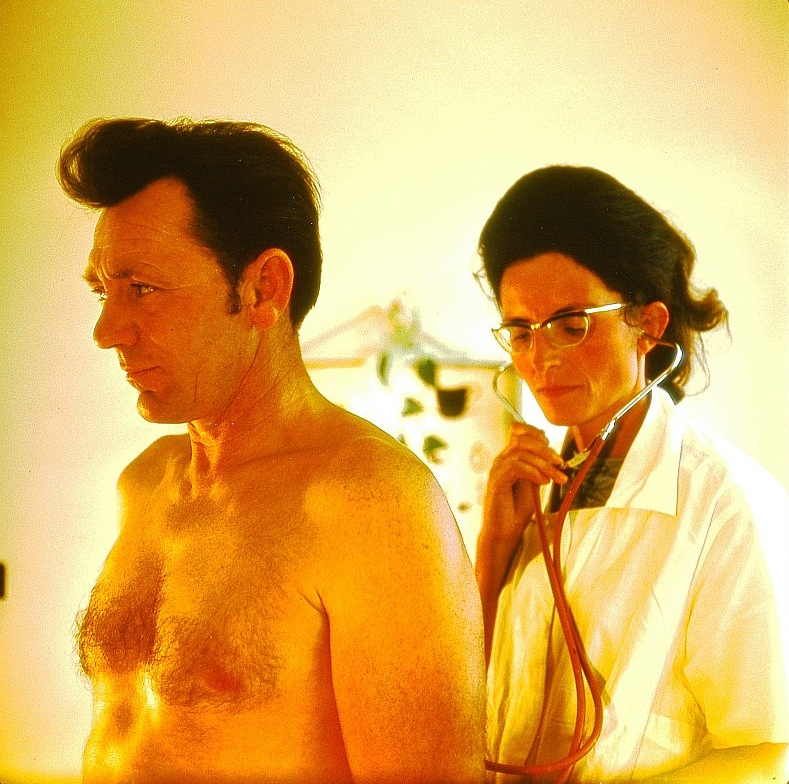
Auskultation eines Werktätigen in der DDR

Anfänglich wurde (bei der unmittelbaren Auskultation) das Ohr direkt auf die Körperoberfläche gehalten, wie es beispielsweise schon in der Antike von Ärzten praktiziert wurde und bei Nichtvorhandensein anderer Mittel heute noch erfolgt. So können etwa mit der Succussio Hippocratis (ein mit dem auf die Brustwand aufgelegten Ohr oder mit dem Stethoskop hörbares plätscherndes Geräusch beim Schütteln des Patienten) Flüssigkeitsansammlungen (Pleuraergüsse) im Brustkorb diagnostiziert werden.
Der französische Arzt René Laënnec hat das, als Idee auch von dem italienischen Anatomen und Kliniker Domenico Cotugno (1736–1822) erwähnte Untersuchungsverfahren der modernen (mittelbaren) Auskultation 1816 entwickelt und 1819 öffentlich bekanntgemacht. Laënnecs erstes Hörrohr war ein fest zusammengerolltes Blatt Papier. Die kindlichen Herztöne hörte 1818 zuerst François Isaak Mayor; deren Bedeutung hatte aber erst Jean Alexandre Le Jumeau Vicomte de Kergaradec (1788–1877) im Jahr 1822 erkannt. Die heutige Technik der Auskultation geht auf J. Škoda (1839) zurück. Ab 1852 wurde die Auskultation, ebenso wie die Perkussion, ausgebaut unter anderem von Carl Gerhardt und Anton Wintrich (1812–1882).
Bei der Auskultation der Lungen wird das normale vesikuläre („bläschenartige“) Atemgeräusch von pathologischen Formen wie dem bronchialen und amphorischen („hohl klingendem“) Atmen (amphorisches Atemgeräusch) sowie Atemnebengeräuschen (Rasselgeräusche und Reibegeräusche) unterschieden.
Bei der Auskultation des Herzens wird zwischen Herztönen und Herzgeräuschen differenziert, wobei die Qualität und Lautstärke der Geräusche auf Schädigungen des Klappenapparates oder Defekte der Herzscheidewand (ASD, VSD) deuten können. Zudem wird der Herzrhythmus beurteilt (etwa Galopprhythmen bei einem dritten und vierten Herzton). Reibegeräusche geben Hinweise auf eine Entzündung des Herzbeutels (Perikarditis), oder als schon Hippokrates bekanntes Lederknarren auf eine Pleuritis sicca.
Die Herztöne des ungeborenen Kindes werden vor allem in den Spätphasen der Schwangerschaft abgehorcht, um eine beginnende Gefährdung des Kindes bei Komplikationen frühzeitig zu erkennen.
Bei der Auskultation des Bauches wird insbesondere die Darmtätigkeit beurteilt, um z. B. einen paralytischen von einem mechanischen Ileus (Darmverschluss) unterscheiden zu können. Wird das Stethoskop im epigastrischen Winkel aufgesetzt, lassen sich Nierenarterienstenosen auskultieren.
Auch Blutgefäße werden auskultiert, zum Beispiel die Arteria carotis am Hals, die Achselarterie, die Aorta abdominalis, die Oberschenkelarterie und die Arteria poplitea in der Kniekehle. Bei einer Verengung (Stenose) des Blutgefäßes entstehen hörbare Strömungsgeräusche. Dieses Phänomen macht sich auch die Messung des Blutdrucks nach Nikolai Sergejewitsch Korotkow zunutze.
Eine Sonderform ist die Kratzauskultation.

## Auskultationsstellen der Herzklappen

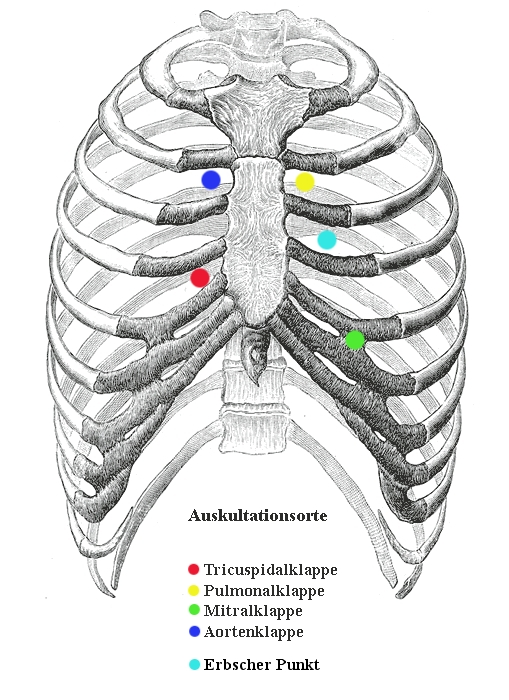
Auskultationsorte der Herzklappen

- Pulmonalklappe: 2. Intercostalraum, links neben dem Brustbein (parasternal)
- Aortenklappe: 2. Intercostalraum, rechts neben dem Brustbein (parasternal)
- Tricuspidalklappe: 4. Intercostalraum, rechts neben dem Brustbein (parasternal)
- Mitralklappe: 5. Intercostalraum, links mittlere Schlüsselbeinlinie (medioklavikular)
- Erbscher Punkt (zum Abhören des Ductus arteriosus): 3. Intercostalraum, links neben dem Brustbein (parasternal)